# Carlos Ríos
Carlos Enrique Ríos, detto Inqui (Santiago del Estero, 6 febbraio 1941 – Santiago del Estero, 4 maggio 2011), è stato un cestista argentino.

## Carriera
Con l'Argentina ha disputato i Campionati sudamericani del 1963.